# Octotemnus glabriculus
Octotemnus glabriculus es una especie de coleóptero de la familia Ciidae.

## Distribución geográfica
Habita en el Paleártico.